# Mladická lípa
Mladická lípa (či lípa v Mladicích) je starý významný strom v osadě Mladice u Zavlekova (okres Klatovy). V turistických mapách bývá někdy lípa značena jako památná, ale jako památný strom ze zákona vyhlášena nebyla.
Stáří lípy se odhaduje na 750 let, je zcela dutá a rozpadem části kmene již rozdělená na dvě samostatné části. Do dutiny se prý vešlo 10 osob. Vypráví se, že lípa měla být v minulosti prodána za 5 zlatých, ale místní ženy tomu zabránily. Také se traduje pověst, že pod lípou husité během jedné z výprav kovali koně.

## Památné stromy v okolí
- Zavlekovské lípy (4 lípy malolisté, 2 km SZ)
- Číhaňská lípa (7 km Z)
- Valachoc lípa (Těchonice, 10 km SV)
- Dub u sv. Antonína (významný strom, mezi obcemi Nalžovské Hory a Hradešice, 6,5 km V)